# Turócmeggyes
Turócmeggyes (1899-ig Csremosnó, szlovákul Čremošné) község Szlovákiában, a Zsolnai kerületben, a Stubnyafürdői járásban.

## Fekvése
Turócszentmártontól 31 km-re délre, Stubnyafürdőtől 3 km-re keletre fekszik.

## Története
A települést a zsolnai német jog alapján alapították a 13. század végén egy aranybánya közelében. Első írásos említése 1340-ben „Polun” néven történt. A 14. század végén „Chremosna” néven említik. A Najszkó család birtoka. 1533-ban 45 lakosa volt. 1549-ben Körmöcbánya városa szerezte meg. 1715-ben 9 háztartása volt. 1785-ben 24 házában 178 lakos élt. 1786-ban „Csremossne” a neve.
A 18. század végén Vályi András így ír róla: „CSEREOVCZE. Tót falu Túrótz Vármegyében, birtokosa Királyi Körmöcz Bánya Városa, lakosai katolikusok, fekszik a’ Zólyomi útban, Herancz hegye alatt, Mosócztol 3/4. mértföldnyire. Határja meglehetős.”
1828-ban 26 háza és 200 lakosa volt, akik főként mezőgazdasággal foglalkoztak. A faluban malom és takácsműhely is működött.
Fényes Elek 1851-ben kiadott geográfiai szótárában így ír a faluról: „Cseremosznó, tót falu, Thurócz vgyében, az Urpin hegye alatt, a Beszterczebányai országutban. Táplál 55 kath., 145 evang. lak., erdeje nagy; juhot, tehenet sokat tart. Földje sovány. F. u. Körmöcz városa. Ut. p. Körmöcz.”
A trianoni diktátumig Turóc vármegye Stubnyafürdői járásához tartozott.
1944. október 4. és október vége között súlyos harcok folytak itt a németek és szlovák partizánegységek között, melyben harckocsikat is bevetettek. A falu ennek emlékére megkapta a szlovák nemzeti felkelés emlékérmét.

## Népessége
| Év:            | 1994. | 2004.   | 2014.   | 2024.   |
| -------------- | ----- | ------- | ------- | ------- |
| Emberek száma: | 95    | 87      | 85      | 83      |
| Eltérés:       |       | -8,42 % | -2,29 % | -2,35 % |

| Év:            | 2023. | 2024.   |
| -------------- | ----- | ------- |
| Emberek száma: | 80    | 83      |
| Eltérés:       |       | +3,75 % |

1910-ben 285, túlnyomórészt szlovák lakosa volt.
2001-ben 101 lakosából 99 szlovák volt.
2011-ben 94 lakosából 86 szlovák.

## Külső hivatkozások
- E-obce.sk Archiválva 2008. szeptember 16-i dátummal a Wayback Machine-ben
- Községinfó
- Turócmeggyes Szlovákia térképén